# 殼斗科
壳斗科（學名：Fagaceae），亦称山毛榉科，属真双子叶植物。由十一個屬組成，約有927種。本科植物除熱帶非洲及南非地區不產外，在北半球均有分布，並以亞洲種類最多。

## 特徵
本科的植物都是落叶或常绿乔木，单叶互生，全缘或有齿缺或羽状分裂；花雌雄同株，雄花是柔荑花序或头状花序，花被4-8裂，雄蕊4-20枚，雌花单生或簇生，花被4-8裂，子房下位；果实为坚果，通常只具有一顆種子(櫟屬和石櫟屬)，但也有三顆以上生長的(黃葉柯屬和一些栲屬物種)。果實有具保護作用的「斗杯」。斗杯外側有尖刺或鳞片。斗杯是本科植物的最大特徵，不同的斗杯型式是各屬分類上之依據之一。

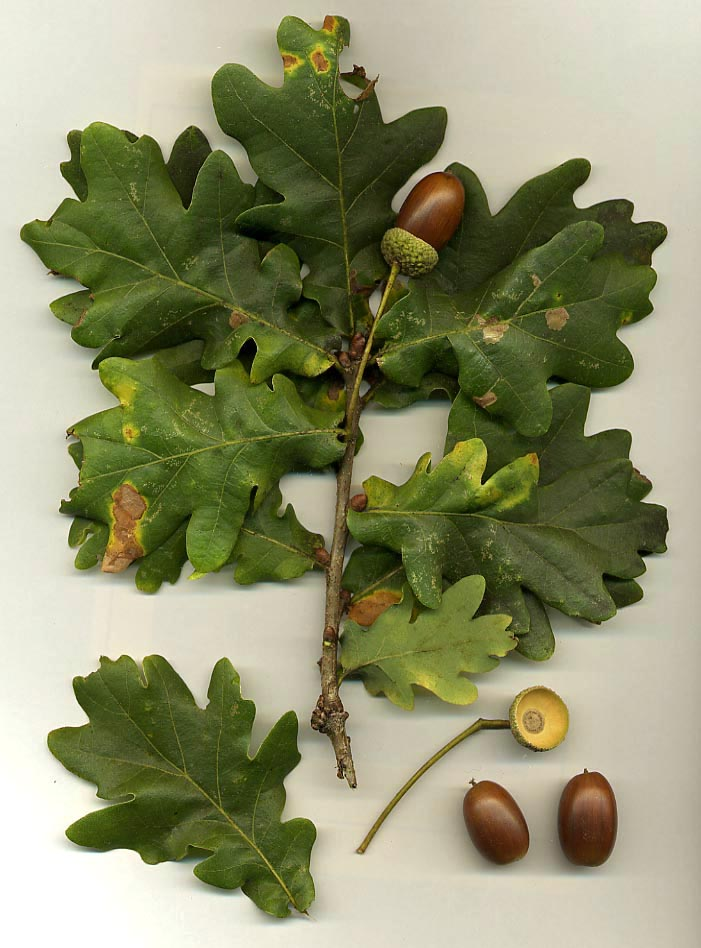
夏櫟的葉片及果實

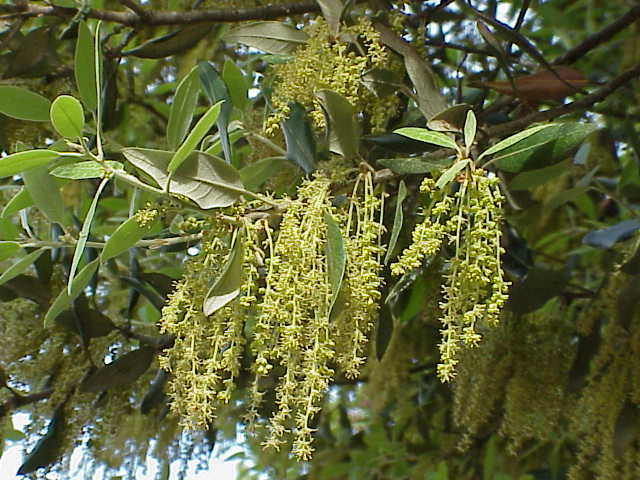
櫟屬下垂的典型雄花，以風作為花粉傳播途徑

## 分類

### 中國大陸
由中國科學院出版的中國植物誌將本科分為七屬，共九百多種：
1. 栗属
2. 錐屬
3. 青剛櫟屬
4. 水青岡屬
5. 石櫟屬
6. 櫟屬
7. 三棱櫟屬[6]

### 臺灣
臺灣原生殼斗科植物為43種(包含種下階層約49種)，為木本植物的第二大科；有關本科於分類學上的研究早在日治時期就已開始，但至今在屬及種的認定上仍存在許多爭論，扣除引進種後原生殼斗科應有6屬，但也有學者將併於下，合併於下成為四屬。
- 亞科 Fagoideae K. Koch
  - 水青岡屬 𝐹𝑎𝑔𝑢𝑠 L.
- 亞科 Quercoideae Õrsted
  - 栲屬 𝐶𝑎𝑠𝑡𝑎𝑛𝑜𝑝𝑠𝑖𝑠 (D. Don) Spach, 1841
    - 淋漓屬 𝐿𝑖𝑚𝑙𝑖𝑎 G. Masamune et T. Tomiya[12]

  - 石櫟屬 𝐿𝑖𝑡ℎ𝑜𝑐𝑎𝑟𝑝𝑢𝑠 Blume, 1826
    - 亞屬 𝐿𝑖𝑡ℎ𝑜𝑐𝑎𝑟𝑝𝑢𝑠 subg. 𝑆𝑦𝑛𝑎𝑒𝑑𝑟𝑦𝑠
    - 苦扁桃葉石櫟屬 𝐿𝑖𝑡ℎ𝑜𝑐𝑎𝑟𝑝𝑢𝑠 Blume, 1826[11]
    - 柯亞屬 𝐿𝑖𝑡ℎ𝑜𝑐𝑎𝑟𝑝𝑢𝑠 subg. 𝑃𝑎𝑠𝑎𝑛𝑖𝑎 (柯屬 𝑃𝑎𝑠𝑎𝑛𝑖𝑎 Oerst.)

  - 櫟屬 𝑄𝑢𝑒𝑟𝑐𝑢𝑠 L., 1753
    - 麻櫟亞屬 𝑄𝑢𝑒𝑟𝑐𝑢𝑠 subg. 𝐶𝑒𝑟𝑟𝑖𝑠 Oerst.
      - 麻櫟節 𝑄𝑢𝑒𝑟𝑐𝑢𝑠 sect. 𝐶𝑒𝑟𝑟𝑖𝑠 Dumort. (麻櫟屬 𝑄𝑢𝑒𝑟𝑐𝑢𝑠 L., 1753)
      - 青剛櫟節 𝑄𝑢𝑒𝑟𝑐𝑢𝑠 sect. 𝐶𝑦𝑐𝑙𝑜𝑏𝑎𝑙𝑎𝑛𝑜𝑝𝑠𝑖𝑠 Oerst. (青剛櫟屬 𝐶𝑦𝑐𝑙𝑜𝑏𝑎𝑙𝑎𝑛𝑜𝑝𝑠𝑖𝑠 Oerst., 1866)

    - 白櫟亞屬 𝑄𝑢𝑒𝑟𝑐𝑢𝑠 subg. 𝑄𝑢𝑒𝑟𝑐𝑢𝑠
      - 白櫟節 𝑄𝑢𝑒𝑟𝑐𝑢𝑠 sect. 𝑄𝑢𝑒𝑟𝑐𝑢𝑠

## 分布

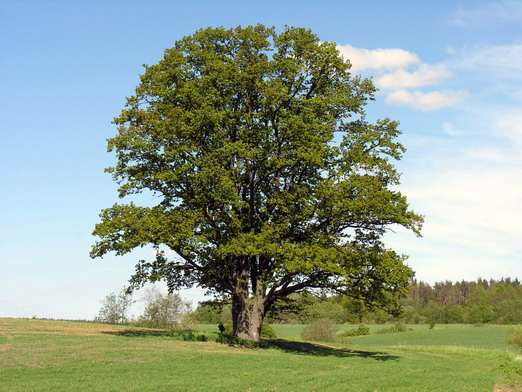
夏櫟

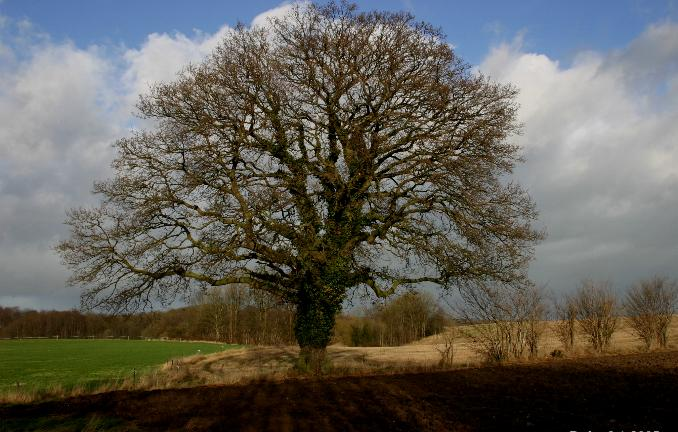
落葉後夏櫟

- 栗属 - 約12~17种，分布於亞洲、歐洲南部、北非及北美東部等地。
- 栲属 - 约120种，主要产于亞洲熱帶及亞熱帶地區，在中國主要分布於長江以南。
- 黄叶柯属 - 2种，原产于美国西部。
- 美洲三棱栎属 - 只有一种 C. excelsa，产于南美洲北部，也可以把其划入三棱栎属。
- 青剛櫟屬 - 約有150种，主要分布於亞洲熱帶及亞熱帶地區、在中國主要產於秦嶺、淮河以南地區；有部分學者將本屬置於櫟屬下，改為組。
- 山毛榉属(水青冈属) - 10种，主要分布於北半球溫帶地區及亞熱帶高山地區。
- 中国三棱栎属 - 只有一种 F. doichangensis，产于东南亚，也可以把其划入三棱栎属。
- 石栎属 - 约有330-340种，主要產於亚洲溫帶及熱帶地區，只有L. densiflorus产于美国加利福尼亚州和俄勒冈州西南。
- 栎属 - 约有300種，廣泛分布於北半球各地，在印度尼西亚还穿越赤道进入南半球。
- 三棱栎属 - 只有一种 T. verticillata，产于东南亚热带
- 假石櫟屬 - 只有假石櫟N. densiflorus一種 , 產於美國西海岸

除此之分类学家將曾在殼斗科的南青岡属单独分为南青岡科。

## 用途
本科大部分为造林树种，木材可供建筑、制造器皿、作薪炭；种子一般统称为“橡子”，含淀粉，可做饲料或酿酒；树皮和壳斗大都可以提炼栲胶单宁，是鞣革和制染料的原料；有的物种的叶子可以作为姬透目天蠶蛾的食物，栗属的一些种是可食用的坚果。

### 引用
1. ↑  Angiosperm Phylogeny Group. . Botanical Journal of the Linnean Society. 2009, 161 (2): 105–121  [2013-06-26]. doi:10.1111/j.1095-8339.2009.00996.x. （原始内容 (PDF)存档于2017-05-25）.
2. ↑  中国社会科学院语言研究所词典编辑室 (编). . . 北京: 商务印书馆: 1053. 2016. ISBN 978-7-100-12450-8.
3. ↑  . sp2000.org.cn. 2023-05  [2024-03-26]. （原始内容存档于2024-03-26）.
4. ↑  陈至立 (编). . . 上海: 上海辞书出版社. 2019  [2024-03-26]. ISBN 978-7-5326-5325-6. （原始内容存档于2024-03-26）.
5. ↑  Christenhusz, M. J. M. & Byng, J. W. . Phytotaxa (Magnolia Press). 2016, 261 (3): 201–217  [2020-09-13]. doi:10.11646/phytotaxa.261.3.1 . （原始内容存档于2016-07-29）.
6. 1 2  胡先驌等（2004年）：《中国植物志》，第22卷，中國科學院。
7. ↑  . taicol.tw.   [2023-10-05]. （原始内容存档于2023-11-23）.
8. ↑  . taibnet.sinica.edu.tw.   [2023-10-05]. （原始内容存档于2023-11-23）.
9. ↑  . 李權裕. 2005-03-01  [2011-08-12].[永久]
10. ↑  劉和義 楊遠波 呂勝由 施炳霖（2000年）：《中国植物志》，第2卷，第26頁，中華民國行政院農業委員會。
11. 1 2  Lu, Sheng-You; Yang, Chih-Kai; Wu, Wei-Hsiou; Hsieh, Hui-Ting. . 臺灣: 行政院農業委員會林業試驗所. 2012: 6–8. ISBN 9789860353846.
12. ↑  G. Masamune; T. Tomiya. . Acta Botanica Taiwanica. 1947-01-01, 1 (1). doi:10.6165/tai.1947.1.1 （英语）.